# Macrocarpaea sodiroana
Macrocarpaea sodiroana är en gentianaväxtart som beskrevs av Ernest Friedrich Gilg. Macrocarpaea sodiroana ingår i släktet Macrocarpaea och familjen gentianaväxter. Inga underarter finns listade i Catalogue of Life.